# The Crossing ザ・クロッシング
『The Crossing ザ・クロッシング Part I』（原題：太平輪 / The Crossing）、『The Crossing ザ・クロッシング Part II』（原題：太平輪 彼岸 / The Crossing 2）、は、2014年・2015年制作の中国・香港合作映画。
1949年、第二次国共内戦下の中国を舞台に、沈没した客船・太平輪に乗り合わせた3組の男女の出会いと別れを壮大なスケールで描く。2部構成。総製作費約76億円。ジョン・ウー監督、チャン・ツィイー、金城武、ソン・ヘギョ、ホアン・シャオミン、トン・ダーウェイ、長澤まさみが出演。『Part I』は、台湾では興行収入が好調 だったが、中国では大コケして酷評された。『Part II』も同様に不振で興行的に苦戦した。日本でも公開されたが大ヒットには至らなかった。
DVD邦題はそれぞれ『ザ・クロッシング Part1：戦場』『ザ・クロッシング Part2：運命』。

## あらすじ
【PART I】
1945年。日中戦争末期。日本軍の軍属となっていた台湾人医学生・厳沢坤（イェン・ザークン　演：金城武）は、戦場で戦傷者の手当てに奔走していた。中国軍・師団長の雷義方（レイ・イーファン　演：ホアン・シャオミン）は足に銃弾を受けながら、自ら敵陣に突撃し中国軍を勝利に導く。大きな戦果を挙げたイーファンは“イカれ雷（レイ）”と称賛され、英雄となった。ザークンは佟大慶（トン・ターチン　演：トン・ダーウェイ）に捕らえられ、捕虜収容所へ送られた。ザークンの胸に去来するのは志村雅子（演：長澤まさみ）との淡い恋の思い出だった。
1947年。国共内戦の戦火が迫る上海。貧しく学の無い于真（ユイ・チェン　演：チャン・ツィイー）は、傷病兵の看護にあたりながら、戦地に出たまま消息を絶った恋人・陽天虎（ヤン・ティエンフー）の姿を捜していた。国民党軍の将軍となったイーファンは、児童養護院の慈善パーティーで上海交通銀行頭取の娘・周蘊芬（チョウ・ユンフェン　演：ソン・ヘギョ）と出会い、運命的な恋に落ちる。
1948年。学生のデモなどで騒然とし始めた上海で、食糧配給をもらうためターチンはチェンと偽の家族写真を撮影する。金欲しさに偽装写真の手伝いをしたチェンだが、戦地に向かうターチンに「死なないで」と声をかける。ターチンもまた、チェンの気立ての良さに心惹かれる。
イーファンは戦線の南下を危惧し、妻となったユンフェンを台湾へと送り出す。同じように上海から逃げ出す人々で溢れる客船“太平輪”には、医師となったザークンの姿もあった。負傷兵は台湾へ送られたとの噂を聞いたチェンも台湾行きを決意するが、高価な船賃を出せる余裕はなく、ただ船を見送るしかなかった。
台湾へ到着したユンフェンは基隆市の日本家屋に居を構える。そこはかつて志村家が所有していた家で、ユンフェンの得意とするピアノも置いてあった。家屋に飾られていた絵には「沢坤」（ザークン）のサインがあり、額縁の裏には雅子が書いたピアノの楽譜とノートが隠されていた。ある日、蛇にかまれたユンフェンは病院でザークンと出会い、彼が描いた絵とノートを見つけたことを話す。ユンフェンは夫イーファンへ向けた曲を作るために、雅子の楽譜の曲を完成させたいと申し出る。ザークンは曲作りに協力するため、彼と雅子との学生時代の思い出を彼女に話し始める。
国民党軍と人民解放軍が対峙する前線では膠着状態が続いていた。イーファンは、このままでは包囲されてしまうと敵陣突破を上申するが、蒋介石の命は待機せよとの理不尽な指示だった。やがて冬が来て、補給線の貧弱な国民党軍は飢餓と士気低下に苦しみ、脱走兵も出るようになってしまう。そして1949年、一斉攻撃を仕掛けてきた人民解放軍の前に、国民党軍は全滅。イーファンは部下であるターチンに、妻へ自分の日記を届けるよう託すと、戦火の中へ消えていった。
【PART II】
厳家では漢方医であったザークンの父はすでに亡く、長兄の沢漢（ザーハン）は“赤狩り”で共産主義者と見なされ処刑されていた。家を守ることが大事なザークンの母（演：ヤン・クイメイ）は、ザークンと日本人である雅子との交際をこころよく思わず、ザークン宛の雅子の手紙を密かに処分していた。戦地から戻ったザークンが診療所を継いだが、末弟の澤明（ザーミン　演：トニー・ヤン）は反政府主義に傾倒しており、ついには出奔して大陸へと渡ってしまう。
台湾のユンフェンの元には軍からイーファンの顕彰弔書が届く。悲嘆にくれるユンフェンだが、イーファンは共産党軍に寝返ったのではとの疑いもかけられていた。同じ頃、ザークンは処分を免れた雅子の手紙を見つけ、日本に引き揚げた雅子が窮乏の末、海に身を投げたことを知る。
台湾へ渡航するための金を稼ぐため売春婦にまで身を堕としたチェンだが、渡航費用は日々値上がりする一方だった。だが、同郷の踊り子・夏珊（シャア・シャン　演：アマンダ・チン）に乗船券を譲ってもらえる事になり、傷病兵病院を後にする。入れ替わるように病院に運び込まれ、その場で息を引き取った兵士の胸には「陽天虎」の縫い付けがあった。
人民解放軍が間近に迫ってきた上海では国民党政府への不満から大規模なデモ活動も発生。市民は台湾への脱出を図るため、大挙して港に押し寄せていた。ユンフェンの父や姉、チェンの下宿先の女主人・顧恵雲（クー・ホイユン　演：フェイ・ユー）一家等、多くの避難民が“太平輪”に乗船。弟を連れ戻すために上海に来ていたザークン、恋人の死を知らずに台湾を目指すチェンの姿も船上にあった。甲板に乗せられた多くの負傷兵の中には、大怪我を負いながら内戦を生き延びたターチンもいて、懐にイーファンの日記を大切に携えていた。
満員の乗客と過積載の荷物を積んだまま“太平輪”は出航。船上で春節を迎えた乗客・乗員は饗宴に沸いていた。しかし、酒に酔った船員の不注意と灯火管制による無灯火航行により“太平輪”は貨物船の舷側に衝突。巡航速度の大型船に追突された貨物船は一瞬で沈没してしまう。“太平輪”も船首の亀裂から浸水し、過積載の荷物のせいもあり、急速に船体が傾き始める。浮き輪や救命胴衣の準備も整わぬまま、乗客は次々と海へ投げ出されてしまう。海上では救命胴衣を奪い合う乗客たちの争いがそこかしこで起き、争いに巻き込まれたザークンは刃物で刺されてしまう。船上で再会を果たしたチェンとターチンは、下宿の女主人一家の幼児を助けながら、必死に浮遊物につかまり救助を待った。
4か月後、台北軍事法廷の場にターチンの姿があった。法廷で上官であるイーファンの名誉を回復したターチンは、記録としてイーファンの日記を引き渡すよう求める軍に対し、それは出来ないと答える。日記をユンフェンに届けるのが最後の命令であり、任務であると。
台風で倒壊した日本家屋を再建中のユンフェンの元を、ターチンがチェンと共に訪れる。イーファンの日記を渡されたユンフェンは最愛の夫へ思いをはせる。

## キャスト
- 于真（ユイ・チェン）：チャン・ツィイー
- 厳沢坤（イェン・ザークン）：金城武
- 周蘊芬（チョウ・ユンフェン）：ソン・ヘギョ
- 雷義方（レイ・イーファン）：ホアン・シャオミン
- 佟大慶（トン・ターチン）：トン・ダーウェイ
- 志村雅子：長澤まさみ
- 夏珊：アマンダ・チン
- 顧夫人：フェイ・ユー
- 厳澤明：トニー・ヤン
- 厳の母：ヤン・クイメイ
- 周夫人：ツォン・シャン
- 美芳：アンジェスル・ウー
- 顧少佐：ワン・チエンユエン
- 袁彼特：ボウイー・ラム
- 阿満：リン・メイシウ
- 厳倉猛：カオ・ジエ
- 呉伯昭：ユウ・ヨン
- 志村夫人：黒木瞳（特別出演）
- 周仲鼎：コウ・シーシュン（特別出演）